# Alesia
Alesia fu una città gallica, di discussa collocazione, che venne pesantemente assediata da Giulio Cesare nel corso della sua guerra con Vercingetorige, re della tribù gallica degli Arverni che - riuscito a confederare la maggior parte delle tribù galliche non ancora sottomesse all'autorità di Roma - mosse guerra ai Romani per poterli scacciare dalla Gallia, nel 52 a.C. e la cui caduta si dimostrò dunque decisiva per l'esito del conflitto e per le sorti della stessa Gallia, che ne venne dunque annessa del tutto all'effettivo della Repubblica romana.
La posizione della città e le vicende dell'assedio e della battaglia furono descritte da Cesare ai capitoli 69-90 del libro VII del De bello Gallico.

## La città
La città risultava essere all'epoca la capitale della tribù gallica dei Mandubii ed era considerata da tutte le altre tribù galliche una città sacra, essendo infatti sede di complessi templari dedicati alle divinità principali del pantheon gallico. Sia per la sua posizione naturalmente fortificata, trovandosi - in conformità alla particolare urbanistica militare gallica - edificata sulla sommità d'una collina e perdipiù circondata da due fiumi, sia per il fatto d'esser protetto da un'imponente cinta muraria forticata su più livelli, era ritenuto dagli stessi romani un oppidum decisamente ben difeso.
(Gaio Giulio Cesare, De bello Gallico, VII, 69, Rizzoli, Milano, trad.: F. Brindesi)

## Localizzazione

### Chaux-des-Crotenay
Basandosi sul testo di Cesare e su un passaggio di Cassio Dione che situa Alesia nel territorio dei Sequani, l'archeologo André Berthier propone il sito di Chaux-des-Crotenay (Giura nella Franca Contea). Ricerche preliminari avrebbero rivelato, secondo lo studioso e i suoi seguaci, un completo sistema di fortificazioni come descritte nel De bello Gallico, della mobilia contemporanea alla battaglia e i resti della cinta di un grosso centro abitato sulla cima della collina.
I detrattori di questa ipotesi criticano il carattere astratto del metodo, la mancanza di scoperte certe come materiale datato per stratigrafia e tipo ed esprimono dubbi sul carattere eccezionale che collocherebbe il sito all'interno del tipo degli oppida celtici del periodo. Infine 31 sondaggi effettuati dall'Institut National de Recherches Archéologiques Préventives non hanno fornito alcun risultato.

### Alise-Sainte-Reine
Durante il regno di Napoleone III Alesia era stata localizzata in cima al monte Auxois, presso la moderna cittadina di Alise-Sainte-Reine (Côte-d'Or, in Borgogna), ma questa localizzazione sembrerebbe non coincidere con la descrizione della battaglia fornita da Cesare.
La localizzazione ad Alise è una delle più antiche fra quelle proposte e trova ovvia origine nell'assonanza Alise-Alesia. Le ricerche effettuate durante il regno di Napoleone III vi hanno scoperto un vasto insieme di fortificazioni (fossati, palizzate) attorno all'oppidum gallico e materiale importante la cui datazione non è ben determinata a causa dei metodi di scavo e ricerca del 1860. 

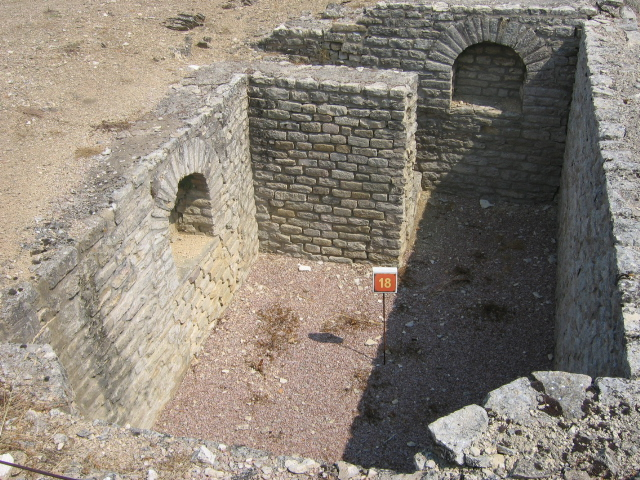
Una casa gallo-romana ad Alise-Sainte-Reine

La scoperta di una stele d'epoca gallo-romana con la scritta "ALIISIA" viene utilizzata dai partigiani di questo sito. Poiché davanti alla "A" la stele è rotta, si può supporre che ci potessero essere altre lettere prima di Aliisia e, anche se lo spazio vuoto è piuttosto largo rispetto agli spazi fra le lettere, una variazione di quelle dimensioni non sarebbe troppo rara nell'epigrafia latina. Inoltre la scoperta nel 1970 di alcune tessere di piombo confermerebbero che il nome del sito cominciava per ALI. Dopo gli scavi del periodo di Napoleone III il sito è stato riconosciuto ufficialmente come quello di Alesia.
Poiché la querelle fra i siti non si spegneva (e d'altra parte non si spegne tuttora), nel 1990 sono state effettuate altre ricerche da parte di una spedizione franco-tedesca i cui risultati sono stati pubblicati recentemente. Questi confermano i ritrovamenti e la topografia rilevata nell'800 ed è venuto alla luce altro materiale, fra cui una palla da fionda con il nome di Labieno, il legato di Cesare.
La citazione di Cassio Dione non viene considerata veramente probante per rifiutare la localizzazione di Alise. Lo storico greco, vissuto all'inizio del III secolo, molto dopo gli avvenimenti, offre un'annotazione rapida e difficilmente sarebbe stato in grado di trovare nuovamente la capitale dei Mandubii ed è in dubbio che ci abbia provato. Si può supporre che sia stato tratto in inganno dalle fonti e specificamente da alcune ambiguità nell'opera di Plutarco.
Il corpus delle monete ritrovate nel XIX secolo offre un supporto importante al sito di Alise. I ritrovamenti furono accusati di essere dei falsi, ma le conoscenze attuali, non disponibili nell'800, permettono di attestarne l'autenticità. Inoltre la grande varietà di monete galliche provenienti da svariate regioni potrebbero dimostrare proprio la diversità di composizione della coalizione anti-romana. L'insieme delle monete ritrovate nei recenti scavi mostrano una composizione simile a quella degli scavi napoleonici e i recenti progressi della numismatica celtica non hanno portato alcuna contraddizione ai ritrovamenti fatti ad Alise.
Alise-Sainte-Reine resta quindi la localizzazione ufficiale e per ora più credibile di Alesia. Il sito mostra in modo drammatico al visitatore, anche inesperto, l'ineluttabilità del destino degli assediati e l'imponenza delle opere di fortificazione poste in atto.

## L'assedio e la battaglia

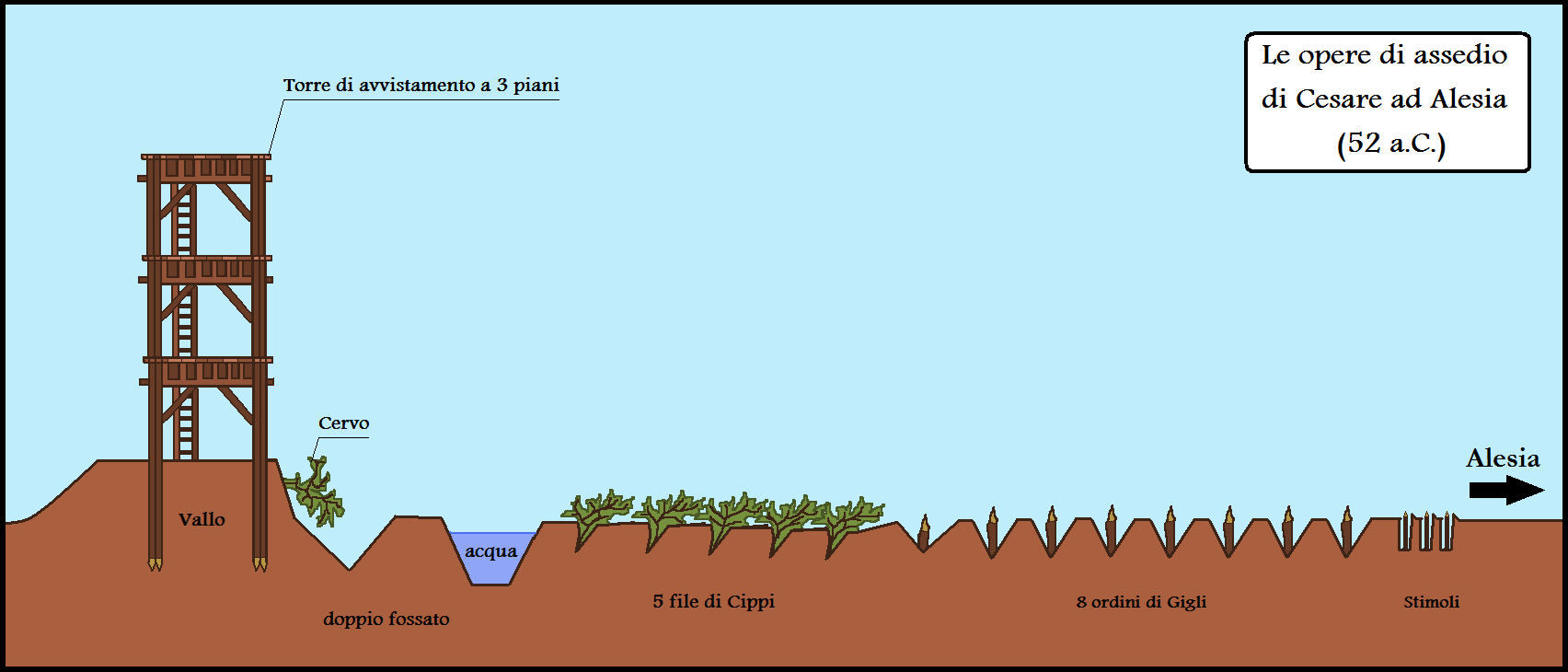
Ricostruzione grafica delle fortificazioni di Cesare ad Alesia (52 a.C.)

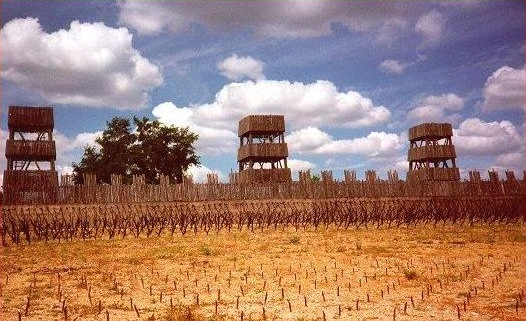
Esempio di fortificazioni romane per proteggersi ed attaccare Alesia

La battaglia di Alesia che si svolse nell'anno 52 a.C. fu l'ultimo fra i grandi scontri tra Galli e Romani, prima della definitiva conquista della Gallia da parte del generale romano Gaio Giulio Cesare. L'esito finale della battaglia, favorevole ai Romani, diede loro la possibilità di annettere i nuovi territori alla provincia della Gallia Narbonense (nel 50 a.C.).

## Archeologia del sito e della battaglia
Per molti anni l'esatta localizzazione della battaglia, e quindi della città di Alesia, è rimasta sconosciuta. Le principali ipotesi identificavano Alesia con due città: Alesia nella Franca Contea ed a Alise-Sainte-Reine nella Costa d'oro, dove l'imperatore Napoleone III di Francia, in seguito agli scavi archeologici effettuati tra il 1861 ed il 1865 dal colonnello Stoffel, fece costruire una statua dedicata all'eroe gallico Vercingetorige. Anche se una delle ultime teorie ipotizza una collocazione della battaglia di Alesia a Chaux-des-Crotenay, ai piedi delle montagne del Giura, la localizzazione più probabile rimane, per la maggior parte degli studiosi moderni, quella di Alise-Sainte-Reine, presso il monte Auxonis (418 metri), confermata anche dai recenti scavi archeologici, effettuati da Michel Reddé tra il 1991 ed il 1995, con tanto di documentazione fotografica aerea.

### Controvallazioni e circonvallazioni

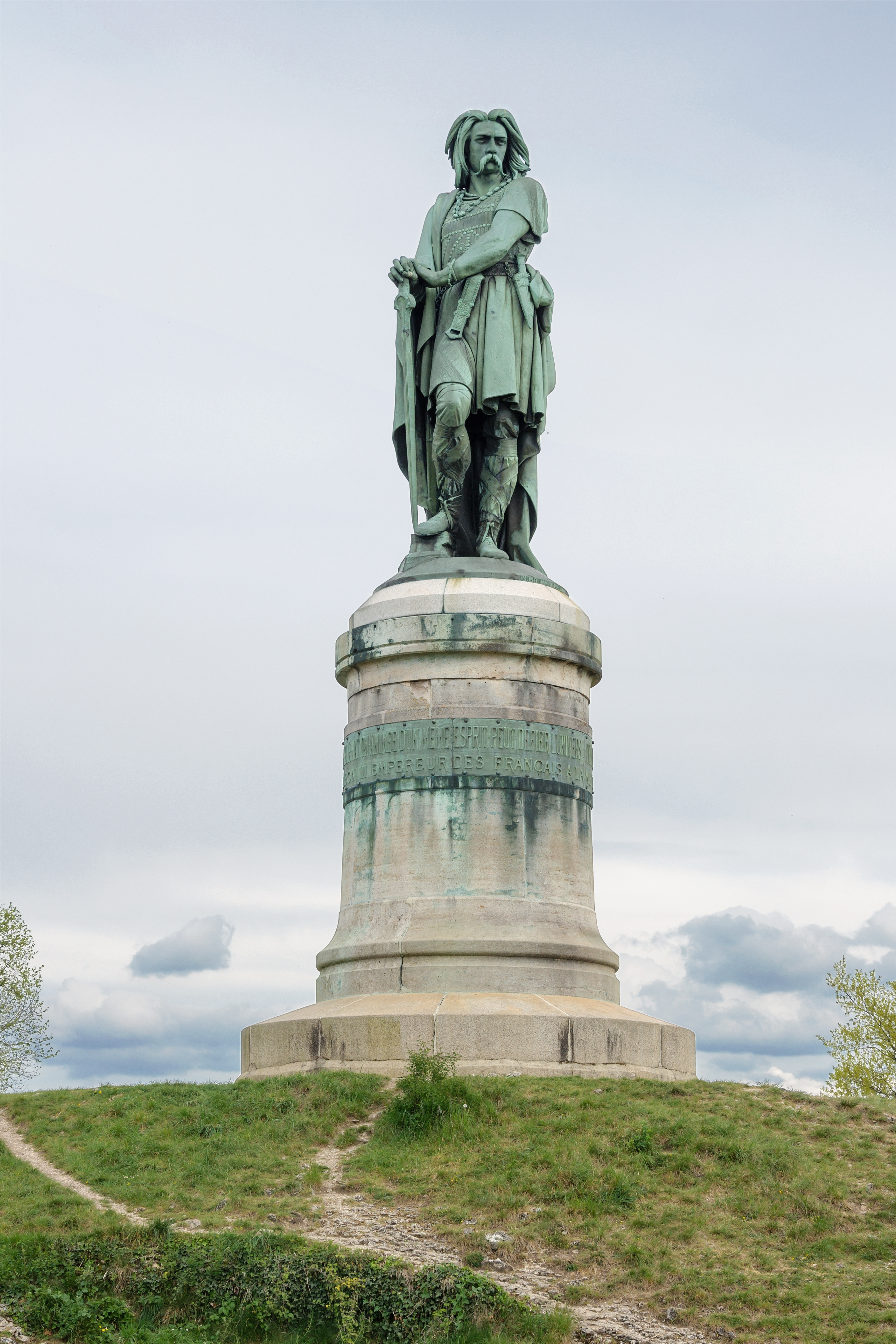
Statua di Vercingetorige posta da Napoleone III nel 1865 a Alise-Sainte-Reine

Gli scavi hanno rivelato considerevoli varianti nelle fortificazioni descritte nel De bello Gallico di Cesare, a seconda della natura del terreno in cui erano state edificate: il grande fossato è stato identificato solo lungo il lato occidentale dell'oppidum celtico. Oltre a ciò, per un tratto della "controvallazione" interna, è stata scoperta l'esistenza non di due bensì di tre fossi. Inoltre al di là di questi tre fossi sono state identificate tracce che potrebbero testimoniare la presenza degli "stimuli" descritti da Cesare, mentre di fronte al campo della fanteria sono state identificati sei ordini di fosse. Inoltre gli ultimi scavi sembrano portare alla conclusione che le torri di guardia fossero posizionate non a ventiquattro-venticinque metri le une dalle altre, bensì a circa quattordici-quindici metri.
Invece la "circonvallazione" esterna presenta caratteristiche leggermente differenti: due fosse parallele di cui la più vicina alle fortificazioni romane con forma a "V" e la più lontana larga e con fondo piatto. Di fronte a questi due fossi sono state identificati cinque ordini di fosse, mentre le torri, che Cesare descrive a venticinque metri le une dalle altre, erano invece posizionate a diciotto metri.

### I campi della fanteria
Altri scavi, sempre più approfonditi, sono stati condotti presso due dei quattro campi della fanteria legionaria e hanno rivelato come questi avessero superfici variabili tra un minimo di due ettari e mezzo e un massimo di nove e mezzo:
- nel primo, presso il Monte de Bussy, le torri di avvistamento, con basi di due metri e mezzo di lato, sono posizionate a diciassette metri le une dalle altre. Le fosse esterne al campo sono poco profonde e larghe tre metri e mezzo; le porte esterne, larghe dodici metri, erano difese dalla combinazione delle protezioni a "titulum" e a "clavicula" dei castrum. Di fronte al campo vi erano inoltre due ordini di "cippi" descritti da Cesare;
- il secondo, ovvero quello di Cesare presso il Monte de Flavigny, sembra fosse protetto da dispositivi di artiglieria legionaria.[5]

Il dato essenziale e conclusivo degli scavi compiuti sul sito di Alise-Sainte-Reine è che quanto descritto da Cesare nel suo De bello Gallico è stato confermato in toto dagli studiosi moderni, i quali nel corso delle campagne di scavo degli ultimi centocinquant'anni, pur rivelando una grande variabilità di forme, hanno messo in luce un sistema di assedio assai complesso e certamente geniale.